# Питоев, Жорж
Георгий Питоев; Жорж Питоев (фр. Georges Pitoëff, при рождении Геворг Ованесович Питоян; 4 [16] сентября 1885, Тифлис — 17 сентября 1939, Бельвю, Женева) — русский и французский актёр и театральный режиссёр, армянин по происхождению. Отец актёра Саши Питоева.

## Жизнь и творчество
Родился 4 [16] сентября 1885 в Тифлисе (ныне Тбилиси, Грузия) в богатой семье. Его отец, Ованес Питоян (Иван Питоев), был директором и режиссёром Тифлисского оперного театра, а дядя — Есай Питоян (Исай Питоев) — способствовал организации в Тифлисе Артистического кружка и был инициатором и меценатом постройки здания театра, где ныне находится Грузинский театр имени Шота Руставели.
В 1894-1902 годах учился в тифлисском техническом училище. В 18 лет уехал учиться в Москву Поступил в Московский университет, но вскоре уехал в Санкт-Петербург, где стал учиться в Институте инженеров путей сообщения. С 1905 года учился на юридическом факультете Парижского университета. В Русском Артистическом кружке, который его отец создал в Париже, состоялись его первые сценические опыты.
В 1908 году, по возвращении в Россию, поступил в актёрскую труппу «Передвижного театра» П. П. Гайдебурова и Н. Ф. Скарской; познакомился с В. Ф. Комиссаржевской, обратившей внимание на его актёрский талант.
В 1912 году Питоев создал в Санкт-Петербурге из молодых режиссёров и актёров «Наш театр», где поставил ряд пьес русских и зарубежных авторов. После смерти матери в конце 1914 года он покинул Россию, отправившись сперва в Париж, а затем в Женеву. На этом закончился «русский» период его жизни. Во Франции он познакомился с Людмилой Смановой, ставшей в 1915 году его женой. С июля 1915 по январь 1922 года Питоевы работали в Швейцарии, давая спектакли в основном в пригороде Женевы Пленпале, а с 1919 года — и в Париже. В репертуаре их труппы были пьесы таких авторов: Чехов, Лев Толстой, Максим Горький, Бернард Шоу, Ибсен, Бьёрнсон, Метерлинк, Стриндберг, Синг. Была осуществлена также постановка нескольких пьес У. Шекспира — «Макбет», «Гамлет», «Мера за меру».
В декабре1921 года, по приглашению хозяина парижского «Театра Елисейских полей» Жака Эберто, труппа Питоевых переехала во Францию, где 1 февраля 1922 года состоялось торжественное открытие театра Жоржа Питоева. Наиболее значимыми среди первых спектаклей, поставленных в Париже Ж. Питоевым, были чеховские «Дядя Ваня» и «Чайка». Играя при скудных декорациях и тяжёлых занавесях, деливших сцену на первый и второй планы, Питоев сумел показать французскому зрителю тонкий психологизм чеховской драмы; он был первым режиссёром, по-настоящему познакомившим французов с наследием А. П. Чехова. Питоев не только ставил Чехова, но сам великолепно сыграл немало ролей в этих постановках.
Со второй половины 1920-х годов в спектаклях, поставленных Ж. Питоевым, стали меняться акценты. Так, если в первых постановках «Гамлета» 1920 года воспевалось величие человеческой личности, борьба за справедливость, то в постановке «Гамлета» 1926 года главный герой, блестяще сыгранный Ж. Питоевым — это личность сломленная, чьи идеалы были разрушены при столкновении с реальностью жестокого мира. Примерно в том же ключе, ключе трагедии, ставились Питоевым и чеховские пьесы этого периода («Три сестры», 1929). Последней пьесой, поставленной уже смертельно больным режиссёром в 1939 году, был ибсеновский «Враг народа», где Питоев «по Станиславскому» сыграл роль Доктора Стокмана.
Умер 17 сентября 1939 года в Бельвю.